# Frères de l'Assomption
 (mars 2024).
Si vous disposez d'ouvrages ou d'articles de référence ou si vous connaissez des sites web de qualité traitant du thème abordé ici, merci de compléter l'article en donnant les références utiles à sa vérifiabilité et en les liant à la section « Notes et références ».
Les Frères de l'Assomption forment une congrégation religieuse catholique fondée en 1952 à Beni au Congo belge (aujourd'hui en République démocratique du Congo). Elle est fondée par Henri Piérard, soucieux de promouvoir un clergé africain pour la mission, spécialement par le travail intellectuel, manuel et pour la formation spécialisée. 
Elle est une congrégation d'ordre diocésain qui se trouve spécialement à l'Est de la République Démocratique du Congo ( R.D.C).
Ses membres se caractérisent par leur charisme de la Simplicité qu'ils manifestent dans la pastorale paroissiale, l'amélioration de l'habitat et le confort des chrétiens de Butembo- Beni ainsi que du monde entier.

## Le fondateur
Le fondateur, Henri Piérard naît le 21 juin 1893 à Felenne, dans la province de Namur en Belgique, fils de Félix et Fidéline Piérard. Ordonné prêtre à Louvain en 1925, il part comme missionnaire au Congo en 1929.
En 1938, il est nommé premier évêque du vicariat apostolique de Beni, qui devient en 1959 le diocèse de Butembo-Beni. En 1952, il fonde la congrégation des Frères de l'Assomption. On lui doit également d'avoir installé le clergé diocésain et la construction des églises et écoles primaires, secondaires et artisanales à Butembo, Mulo, Muhangi, Mbingi, etc. et des hôpitaux comme à Musienene. Il est apprécié pour ses vertus de simplicité et d'humilité et pour son esprit primesautier.
En 1966, il démissionne de son évêché et décède le 5 mars 1975. Son corps repose à Louvain en Belgique. Depuis les années 2000, les Frères de l'Assomption et les Petites Sœurs de la Présentation de Notre-Dame au Temple célèbrent la naissance au ciel de leur fondateur. À l'occasion, une neuvaine de préparation est organisée, une messe d'action de grâce et un repas fraternel clôturent ces manifestations.

## Frères de l'Assomption de Butembo-Beni
Les Frères de l'Assomption font partie d'un institut religieux de droit diocésain dû à l'initiative de Henri Piérard A.A. (1893-1975). Ils forment aujourd'hui une famille qui prend racine au jour le jour au service de l'Église locale (Butembo-Beni) et universelle. Tel est même l'un des objectifs de fondation. Les premières vocations de Frères de l'Assomption remontent à 1936, avec la présence des Assomptionnistes au diocèse de Butembo-Beni. En 1943, Mgr Piérard regroupe des candidats à la vocation religieuse dans la paroisse de Muhangi et le père Monulphe est chargé de leur formation spirituelle, tandis que le frère Ignace s'occupe de leur formation artisanale. En 1949, ces apprentis sont regroupés à Mbingi, où le père Willem prend en charge leur formation. 
En 1950, c'est le père Rombaut Lambre qui est nommé maître des novices et c'est le 15 août 1952 qu'a lieu la première prise d'habit à Musyenene/Ivatama. Le noviciat est alors transféré de Musienene à Beni-Paida en 1953 dans un lieu adapté à cette fonction. Voici la liste des maîtres des novices : P. Monulphe (1944), P. Willem (1949), P. Rombaut (1950-1958), P. Lieven (1958-1960), P. Monulphe (1960-1964), P. Laurent Leenars (1965), P. Henri Kens (1965-1966), P. Monulphe (1966-1971). La Congrégation des Frères de l'Assomption de Béni est approuvée le 15 octobre 1952.
D'après une note donnée par le Fr. Salvatore Walire, complétée par le Frère Angélus Viranga, étudiant Frère de l'Assomption à Lumen Vitae Belgique, voici la succession des supérieurs généraux :
- Frère Benoît Kanyororo, nommé jusqu'en 1964,
- Frère Athanase Kibambi achevant son mandat de deux ans (1965-1967)
- Frère Antoine Kombi élu de 1967 à 1973 (démissionnaire),
- Frère Cyrille Mwimbi (jusque-là vicaire général) élu de 1973 à 1991 (trois mandats),
- Frère Albéric Mirembe, élu de 1991 à 1997 (décédé durant son 2e mandat),
- Frère Athanase Kivete vicaire général en 1997 élu en 2001 Supérieur Général.
- De 2007 a 2010, Frère Salvin Kakule-Sokoni dirige la Congrégation.
- De 2010 à 2017, Monseigneur l'évêque dirige la Congrégation par le biais de l'abbé Mahiniro.
- À partir du 13 août 2017, la Congrégation est dirigée par la Curie généralice accompagnée par Père Ephrem Kapitula et le Supérieur des Frères de l'Assomption devient Frère Angélus Viranga.

Les Frères de l'Assomption sont un peu plus de 70 membres, œuvrant dans divers secteurs de la vie : enseignements, œuvres sociales et caritatives, construction, jardin, élevage, etc.

### Charisme, spiritualité et devise
- Les Frères de l'Assomption vivent dans la simplicité à l'exemple de Saint Joseph, époux de Marie, homme de silence et travailleur fidèle; de Sainte Thérèse de l'Enfant Jésus et de la Très Sainte Face. 

- Ils mènent une vie conforme à la spiritualité augustinienne. Ils vivent en communauté, prient ensemble, vivent des fruits du travail de leurs mains et sont charitables envers les nécessiteux (Sourds-muets, handicapés physiques, malades, etc.) Ils prononcent leurs vœux, d'abord simples et puis solennels, selon les normes canoniques.

- Ils ont pour devise une prière adressée toujours à la Très Sainte Vierge Marie : Trahe Nos Virgo Assumpta (TVA en sigle)= Attire-nous Vierge de l'Assomption. 

- Les Frères de l'Assomption s'habillent modestement : une soutane blanche, symbole de l'innocence, de la pureté et de l'obéissance; d'une ceinture de Notre-Dame de consolation, signe de la chasteté, d'un camail symbolisant l'esprit de pauvreté, de partage et de mise en commun des biens matériels et spirituels; une croisette avec TVA, leur devise : signe de la victoire de Jésus sur la mort. Bien avant, ils avaient aussi une soutane kaki pour le travail. Cette tradition existe encore pour une minorité des Frères et elle ne change rien de l'originalité fraternelle. Ils sont munis d'un chapelet, signe de confiance à la Très Sainte Vierge Marie et reçoivent aussi chacun un exemple des Constitutions comme garde-fou pour leur vie de Frères de l'Assomption.

## Petites Sœurs de la Présentation de Notre-Dame
Mgr Piérard a fondé une congrégation féminine, les Petites Sœurs de la Présentation de Notre-Dame, en octobre 1948, à Béni, pour l'apostolat auprès des femmes et des familles et pour l'aide aux milieux populaires. Elles sont près de 300.
Cette congrégation s'est développée dans la province du Kivu (République démocratique du Congo), aujourd'hui au nombre de 215 religieuses, sous la direction d'une Oblate Mère :
- Mère Joseph-Marie Bruynen, de 1948 à septembre 1964.
- Puis ont été élues : Sœur Monique-Marie Meso (1964-1967),
- Sœur Marie de la Présentation Kasaï (1967-1976),
- Sœur Marie-Irène Mukiranya (1976-1988),
- Sœur Marie de l'Espérance Kavira Syasemba (1988-1993),
- Sœur Marie-Madeleine de Pazzi Kavira Kyavu (1993-2005)
- Sœur Françoise Katungu Sivakwirivutwa (2005-).

La Congrégation a été approuvée le 26 juillet 1948. De nos jours, les sœurs sont présentes dans d'autres diocèses : Kinshasa, Lubumbashi, Kilwa, Wamba. Leurs apostolats sonttournés vers les orphelinats, dispensaires, maternités, vaccinations, éducation sanitaire, animation sociale de développement, éducation sanitaire et nutritionnelle, catéchèse, alphabétisation.
Ces deux congrégations font partie de la famille assomptionniste.